# هاي يو (آي لوف يور سول)
هاي يو، آي لوف يور سول (بالإنجليزية: Hey You, I Love Your Soul)‏ هو الألبوم الثاني لفرقة الروك المسيحي سكيلت. أُصدر في 1998 بشكل سي دي من تسجيلات فورفرونت وتسجيلات آردنت.

## روابط خارجية
- هاي يو، آي لوف يور سول على موقع أول موفي (الإنجليزية)